# مايدن (كارولاينا الشمالية)
مايدن (بالإنجليزية: Maiden, North Carolina)‏ هي بلدة أمريكية تقع في الولايات المتحدة في كارولاينا الشمالية. يقدر عدد سكانها بـ 3,327 نسمة ومساحتها 12.4 كم2 وترتفع عن سطح البحر 274 متر.

## التركيبة السكانية
حدّد مكتب تعداد الولايات المتحدة بيانات التركيبة السكانية لمايدن في تعداد الولايات المتحدة. في ما يلي، التركيبة السكانية حسب تعدادي 2000 و2010.

### تعداد عام 2000
بلغ عدد سكان مايدن 3,282 نسمة بحسب تعداد عام 2000، وبلغ عدد الأسر 1,187 أسرة وعدد العائلات 849 عائلة مقيمة في البلدة. في حين سجلت الكثافة السكانية 226.3 نسمة لكل كيلومتر مربع (586.1/ميل2). وبلغ عدد الوحدات السكنية 1,258 وحدة بمتوسط كثافة قدره 86.8 لكل كيلومتر مربع (224.8/ميل2).
وتوزع التركيب العرقي للبلدة بنسبة 80.04% من البيض و14.72% من الأمريكيين الأفارقة و0.37% من الأمريكيين الأصليين و0.82% من الأمريكيين ذوي الأصول الآسيوية و0.30% من سكان جزر المحيط الهادئ و2.71% من الأعراق الأخرى و1.04% من عرقين مختلطين أو أكثر و5.73% من الهسبانيون أو اللاتينيون من أي عرق.
بلغ عدد الأسر 1,187 أسرة كانت نسبة 34.1% منها لديها أطفال تحت سن الثامنة عشر تعيش معهم، وبلغت نسبة الأزواج القاطنين مع بعضهم البعض 55.4% من أصل المجموع الكلي للأسر، ونسبة 11.9% من الأسر كان لديها معيلات من الإناث دون وجود شريك،  بينما كانت نسبة 4.2% من الأسر لديها معيلون من الذكور دون وجود شريكة وكانت نسبة 28.5% من غير العائلات. تألفت نسبة 24.9% من أصل جميع الأسر من عدة أفراد يعيشون في نفس المنزل ونسبة 11.3% كانت تتألف من شخص يعيش بمفرده يبلغ من العمر 65 عاماً أو أكثر. وبلغ متوسط حجم الأسرة المعيشية 2.47، أما متوسط حجم العائلات فبلغ 2.95.
بلغ العمر الوسطي للسكان 36.1 عاماً. وكانت نسبة 21.5% من القاطنين تحت سن الثامنة عشر، وكانت نسبة 8.1% بين الثامنة عشر والرابعة والعشرين عاماً، ونسبة 25.5% كانت واقعةً في الفئة العمرية ما بين الخامسة والعشرين والرابعة والأربعين عاماً، ونسبة 20.9% كانت ما بين الخامسة والأربعين والرابعة والستين، ونسبة 13.4% كانت ضمن فئة الخامسة والستين عاماً فما فوق. يوجد لكل 100 أنثى 91.1 ذكر، ويوجد لكل 100 أنثى في الثامنة عشر من عمرها فما فوق 88.6 ذكر.
بلغ متوسط دخل الأسرة في البلدة 35,417 دولارًا، أما متوسط دخل العائلة فبلغ 44,063 دولارًا. وكان متوسط دخل الذكور 29,695 دولارًا مقابل 21,594 دولارًا للإناث. وسجل دخل الفرد الخاص بالبلدة 19,026 دولارًا. وكانت نسبة 7.6% من العائلات ونسبة 8.9% من السكان تحت خط الفقر، وكان من هؤلاء نسبة 13% تحت سن الثامنة عشر ونسبة 10.8% في الخامسة والستين من العمر وما فوق.

### تعداد عام 2010
بلغ عدد سكان مايدن 3,310 نسمة بحسب تعداد عام 2010، وبلغ عدد الأسر 1,248 أسرة وعدد العائلات 865 عائلة مقيمة في البلدة. في حين سجلت الكثافة السكانية 228.3 نسمة لكل كيلومتر مربع (591.3/ميل2). وبلغ عدد الوحدات السكنية 1,383 وحدة بمتوسط كثافة قدره 95.4 لكل كيلومتر مربع (247.1/ميل2).
وتوزع التركيب العرقي للبلدة بنسبة 83.60% من البيض و11.30% من الأمريكيين الأفارقة و0.45% من الأمريكيين الأصليين و1.27% من الأمريكيين ذوي الأصول الآسيوية و1.87% من الأعراق الأخرى و1.51% من عرقين مختلطين أو أكثر و6.19% من الهسبانيون أو اللاتينيون من أي عرق.
بلغ عدد الأسر 1,248 أسرة كانت نسبة 34.3% منها لديها أطفال تحت سن الثامنة عشر تعيش معهم، وبلغت نسبة الأزواج القاطنين مع بعضهم البعض 49% من أصل المجموع الكلي للأسر، ونسبة 13.8% من الأسر كان لديها معيلات من الإناث دون وجود شريك،  بينما كانت نسبة 6.5% من الأسر لديها معيلون من الذكور دون وجود شريكة وكانت نسبة 30.7% من غير العائلات. تألفت نسبة 25.8% من أصل جميع الأسر من عدة أفراد يعيشون في نفس المنزل ونسبة 11.2% كانت تتألف من شخص يعيش بمفرده يبلغ من العمر 65 عاماً أو أكثر. وبلغ متوسط حجم الأسرة المعيشية 2.50، أما متوسط حجم العائلات فبلغ 2.97.
بلغ العمر الوسطي للسكان 37.9 عاماً. وكانت نسبة 22.9% من القاطنين تحت سن الثامنة عشر، وكانت نسبة 7.5% بين الثامنة عشر والرابعة والعشرين عاماً، ونسبة 30.8% كانت واقعةً في الفئة العمرية ما بين الخامسة والعشرين والرابعة والأربعين عاماً، ونسبة 25% كانت ما بين الخامسة والأربعين والرابعة والستين، ونسبة 13.8% كانت ضمن فئة الخامسة والستين عاماً فما فوق. وتوزع التركيب الجنسي للسكان بنسبة 51.4% ذكور و48.6% إناث.

## أعلام
- تشارلي سوليفان
- غروفر إي. موراي
- كيفن ويلسون